# Ferdinand Hummel
Ferdinand Hummel (Berlijn, 6 september 1855 - aldaar, 24 april 1926) was een Duits harpist, pianist, dirigent en componist.
Ferdinand was een "wonderkind" en werd door zijn vader, fluitist in het Koninklijk Orkest in Berlijn, al op vier- of zevenjarige leeftijd onderwezen in het spel op piano en harp. De begaafde jongen kreeg een studiebeurs om bij Antonio Zamara bij het beroemde Gesellschaft der Musikfreunde in Wenen te gaan studeren. Hij ontving in 1913 de Orde voor Kunst en Wetenschap van Mecklenburg-Strelitz in Zilver.
Ferdinand was geen familie van de veel bekendere Johann Nepomuk Hummel (1778–1837).
In de periode van 1864 tot 1867 reisden vader en zoon door Noord- en Zuid-Duitsland, Denemarken, Zweden, Noorwegen en Rusland waar de jongen als virtuoos op de harp werd gevierd. De Pruisische koning betaalde voor een studie bij Theodor Kullak (1868 tot 1875) en later aan de Hogeschool voor Muziek en Compositie waar hij les kreeg van Woldemar Bargiel en Friedrich Kiel.
Na een periode als orkestmusicus werd Ferdinand Hummel in 1892 benoemd tot directeur voor de theatermuziek, en in 1897 tot directeur van het Koninklijk Theater in Berlijn. Deze functie behield Ferdinand Hummel tot 1917.
Hummel schreef opera's in de Verismo-stijl van Puccini, Mascagni en Leoncavallo, kamermuziek, muziek voor piano en koorwerken. De muziek is in de vergetelheid geraakt.

## Orkestraal werk
- Toneelmuziek bij Das heilige Lachen en Sakuntala (1903).
- Symphony in D major op. 105,
- piano concerto in B flat major op. 35,
- piano quintet,
- violin sonata,
- horn sonata,
- 5 Klavierstücke op. 43: 1. Frühlingsgrass 2. Etude, 3. Walzer, 4. Lied, 5. Marz.

## Opera
- Mara op. 61 (1893),
- Angla op. 60 (1894),
- Ein treuer Schelm op. 64 (1894),
- Assarpai Oper in Drei Aufzugen (1898) op. 65 (1898),
- Sophie von Brabant (1899).
- Die Beichte op. 69 (1900),
- Die Gefilde der Seligen(1917)
- Jenseits des Stroms (1922).

- Gemeinsame Normdatei: 117062251
- International Standard Name Identifier: 0000 0000 8131 663X
- Library of Congress Control Number: no89000762
- Nationale Bibliotheek van Letland: 000138614
- MusicBrainz: ca3deee2-b5d9-48e4-af7e-67904d1aa6f0
- Nationale Bibliotheek van Tsjechië: jx20100215008
- Nederlandse Thesaurus van Auteursnamen: 14070020X
- LIBRIS: 232239
- SNAC: w67w6cxw
- Virtual International Authority File: 52457529
- WorldCat: E39PBJbWthk9VkcJqQmcGYqbBP